# Johann Jakob Mettenleiter

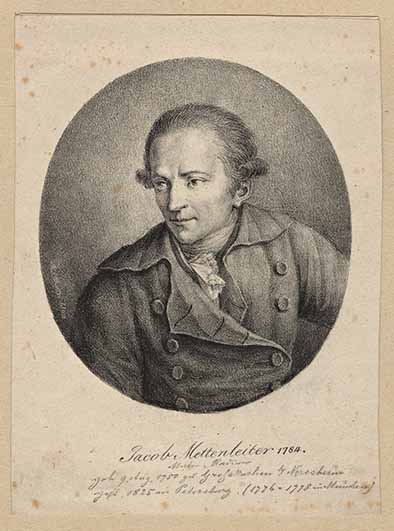
Johann Jakob Mettenleiter

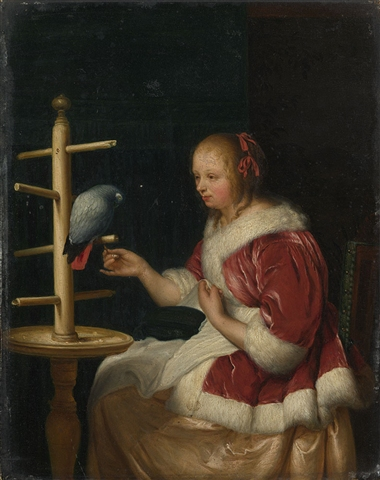
Johann Jakob Mettenleiter, Mädchen mit Vogel, Öl auf Holz, Format 22,5 × 18 cm

Johann Jakob Mettenleiter (* 9. August 1750 in Großkuchen heute Stadtteil von Heidenheim an der Brenz; † 25. Februar 1825 in Gattschina bei St. Petersburg) war ein Maler, Zeichner und Radierer.
Der Sohn eines Schullehrers und Uhrmachers erhielt seine erste Ausbildung bei dem Neresheimer Kunstmaler Johann Georg Zink und dem Maler Urban in Schwäbisch Gmünd. Der Aufenthalt des Malers Martin Knoller im nahgelegenen Neresheim ermöglichte ihm den Kontakt zu einem bedeutenderen Künstler. Über Stuttgart gelangte er nach Mannheim und Speyer. Von dort verschlug es ihn nach Amsterdam, wo er sich als Soldat für die niederländische Kapkolonie anwerben ließ. In Kapstadt gelang es ihm, mit seiner Kunst ein kleines Vermögen zu erlangen, was ihm den Freikauf vom weiteren Militärdienst und die Rückreise nach Amsterdam ermöglichte. 
Von dort reiste er 1775 über seine Heimat zusammen mit seinem zehnjährigen Bruder Johann Michael Mettenleiter für ein Jahr nach Italien. Von dort wiederum führte ihn sein Weg über München nach Augsburg, wo er heiratet und sich niederließ. Weitere Reisen führten ihn ein weiteres Mal nach Amsterdam, Wien und 1786 nach Petersburg, wo er schließlich dauerhaft blieb. Dort wirkte er auch als Freskomaler bei der Ausgestaltung verschiedener Bauten der kaiserlichen Familie mit.